# می‌تونی حس کنی (ترانه جکسون‌ها)
«می‌تونی آن را حس کنی» یا «می‌تونی حس کنی» (انگلیسی: Can You Feel It) یک آهنگ از گروه آمریکایی جکسون‌ها است که در مارس ۱۹۸۰ ضبط و به‌عنوان سومین تک‌آهنگ از آلبوم آن‌ها پیروزی در فوریه ۱۹۸۱ منتشر شد.